# Elecciones parlamentarias de Albania de 2009
Las elecciones parlamentarias de Albania del año 2009 tuvieron lugar en esa república balcánica en la fecha del 28 de junio de ese año.
Ninguna de las alianzas obtuvo un total de 71 diputados, los necesarios para formar una mayoría parlamentaria (el total de diputados es de 140), lo que obligó a la Alianza del Cambio, liderada por el gubernamental Partido Democrático a pactar con la Alianza Socialista por la Integración, liderada por el Movimiento Socialista por la Integración, que quedó como tercera fuerza política en las votaciones.

## Sistema Electoral
Los 140 miembros del Parlamento son elegidos en doce circunscripciones plurinominales análogas a doce condados del país. Dentro de los distritos electorales, los asientos son elegidos por listas cerradas de representación proporcional, con un umbral electoral del 3% para los partidos y el 5% para las alianzas.
Los escaños se asignan a las alianzas utilizando el sistema d'Hondt, a continuación, a los partidos políticos con el método Sainte-Laguë.

## Antecedentes
Antes de la elección, la ley electoral fue cambiado a un sistema regional y proporcional. Las encuestas de marzo y abril de 2009 preveían una carrera electoral muy reñida, tanto con el líder del Partido Democrático de Albania como con la oposición liderada por el Partido Socialista de Albania, con alrededor del 37% cada uno, con los partidos menores como el Movimiento Socialista para la Integración, el Movimiento G99, el Partido Unido por los Derechos Humanos y el Partido Republicano de Albania llegando apenas a un solo dígito en las encuestas.
Poco antes de la elección, el partido de etnia griega Partido Unido por los Derechos Humanos cambió su lealtad tradicional, abandonando su alianza con el Partido Democrático de Albania (Alianza del Cambio) para unirse al Partido Socialista de Albania (Unión por el Cambio). Partido para la Justicia y la Integración, un partido que representa los intereses de los albaneses cuyas propiedades en Grecia fueron incautados después de 2.ª Guerra Mundial, se unió a la Alianza del Cambio.

## Alianzas
Esta elección tuvo un total de 33 partidos organizados en cuatro alianzas, una de las partes que se ejecuta en su propio y un candidato independiente.
- Alianza del Cambio (Aleance e Ndryshimit), era una coalición de centro-derecha que se componía de 16 partidos y estaba encabezada por el primer ministro Sali Berisha.
- Unión para el Cambio (Bashkimi por Ndryshim), era una coalición compuesta por 5 partidos de centro-izquierda e izquierda, liderados por el entonces alcalde de Tirana Edi Rama.
- Alianza Socialista para la Integración (Alenaca Socialiste por Integrim), era una coalición formada por 6 partidos de centro-izquierda y liberales, encabezados por el ex primer ministro Ilir Meta.
- Polo de la Libertad (Poli i Lirisë), era una coalición conservadora que se compuso de 6 partidos de derecha, liderado por el ex primer ministro Aleksander Meksi.

## Resultados

### Nivel nacional
Sumario de las elecciones al Parlamento de Albania del 28 de junio de 2009 
| Alianza del Cambio                                                                                              |                                |                                |           |        |     |
| Partido Democrático (Partia Demokratike e Shqipërisë)                                                           | PD                             | 610 463                        | 40,18     | 68     |     |
| Partido Republicano (Partia Republikane e Shqipërisë)                                                           | PR                             | 31 990                         | 2,11      | 1      |     |
| Partido por la Justicia y la Integración (Partia për Drejtësi dhe Integrim)                                     | PDI                            | 14 477                         | 0,95      | 1      |     |
| Partido Agrario Ambientalista (Partia Agrare Ambientaliste)                                                     | PAA                            | 13 296                         | 0,88      | 0      |     |
| Partido del Movimiento por la Legalidad (Partia Lëvizja e Legalitetit)                                          | PLL                            | 10 711                         | 0,71      | 0      |     |
| Liga Democristiana (Lidhja Demokristiane)                                                                       | LDK                            | 6 095                          | 0,4       | 0      |     |
| Frente Nacional (Partia Balli Kombëtare)                                                                        | PBK                            | 5 112                          | 0,34      | 0      |     |
| Unión Liberal Democrática (Bashkimi Liberal Demokrat)                                                           | BLD                            | 5 008                          | 0,33      | 0      |     |
| Partido de la Alianza Democrática (Partia Aleanca Demokratike)                                                  | AD                             | 4 682                          | 0,31      | 0      |     |
| Partido del Frente Democrático Nacional (Partia Balli Kombëtar Demokrat)                                        | PBKD                           | 4 177                          | 0,27      | 0      |     |
| Partido Democracia de la Nueva Albania Europea (Partia Demokracia e Re Europiane Shqiptare)                     | PDRESh                         | 2 111                          | 0,14      | 0      |     |
| Nuevo Partido de los Derechos Denegados (Partia e të Drejtave të Mohuara e Re)                                  | PDMR                           | 1 408                          | 0,09      | 0      |     |
| Alianza Macedonia por la Integración Europea (Aleanca e Maqedonasve për Integrim Evropian)                      | AMIE                           | 1043                           | 0.07      | 0      |     |
| Alianza por la Democracia y la Solidaridad (Aleanca për Demokraci dhe Solidaritet)                              | ADS                            | 1 067                          | 0,07      | 0      |     |
| La Hora de Albania (Ora e Shqipërisë)                                                                           | POSh                           | 786                            | 0,05      | 0      |     |
| Fuerza Albania (Partia Forca Albania)                                                                           | PFA                            | 319                            | 0,02      | 0      |     |
| Total | Total                          | 712 745                        | 46,92     | 70     |     |
| Unidad por el Cambio                                                                                            |                                |                                |           |        |     |
| Partido Socialista (Partia Socialiste e Shqipërisë)                                                             | PS                             | 620 586                        | 40,85     | 65     |     |
| Partido Socialdemócrata (Partia Socialdemokrate e Shqipërisë)                                                   | PSD                            | 26 700                         | 1,76      | 0      |     |
| Partido de la Unidad por los Derechos Humanos (Partia Bashkimi për të Drejtat e Njeriut)                        | PBDNJ                          | 18 078                         | 1,19      | 1      |     |
| G99 (Grupim 99)                                                                                                 | G99                            | 12 989                         | 0,86      | 0      |     |
| Social Democracy Party of Albania (Partia Demokracia Sociale e Shqipërisë)                                      | PDS                            | 10365                          | 0.68      | 0      |     |
| Total | Total                          | 688 748                        | 45.34     | 66     |     |
| Alianza Socialista por la Integración                                                                           |                                |                                |           |        |     |
| Movimiento Socialista por la Integración (Lëvizja Socialiste për Integrim)                                      | LSI                            | 73 678                         | 4,85      | 4      |     |
| Partido Socialista Real '91 (Partia Socialiste e Vërtetë '91)                                                   | PSV '91                        | 6 548                          | 0,43      | 0      |     |
| Movimiento por los Derechos Humanos y las Libertades (Lëvizja për të Drejtat dhe Liritë e Njeriut)              | LDLNj                          | 2 931                          | 0,19      | 0      |     |
| Partido Verde (Partia e Gjelbër)                                                                                | PGj                            | 437                            | 0,03      | 0      |     |
| Partido por la Protección de los Derechos de los Inmigrantes (Parti për Mbrojtjen e të Drejtave të Emigrantëve) | PMDE                           | 376                            | 0,02      | 0      |     |
| Partido de la Nueva Tolerancia (Partia Tolerancë e Re e Shqipërisë)                                             | PTR                            | 437                            | 0,03      | 0      |     |
| Total | Total                          | 84 407                         | 5,56      | 4      |     |
| Polo de la Libertad                                                                                             |                                |                                |           |        |     |
| Partido Cristiano Democrático (Partia Demokristiane e Shqipërisë)                                               | PDK                            | 13 308                         | 0,88      | 0      |     |
| Movimiento por el Desarrollo Nacional (Lëvizja për Zhvillim Kombëtar)                                           | LZhK                           | 10 753                         | 0,71      | 0      |     |
| Partido de la Unión Democrática (Partia Bashkimi Demokrat Shqipëtar)                                            | PBD                            | 1 030                          | 0,07      | 0      |     |
| Partido Conservador (Partia Konservatore)                                                                       | PKONS                          | 1 047                          | 0,07      | 0      |     |
| Partido por la Reforma Democrática (Partia e Reformave Demokratike Shqiptare)                                   | PRDSh                          | 495                            | 0,03      | 0      |     |
| Partido de los Pactos por la Libertad (Partia Rruga e Lirisë)                                                   | PRrL                           | 1 002                          | 0,07      | 0      |     |
| Total | Total                          | 27 655                         | 1,82      | 0      |     |
| No coaligados                                                                                                   |                                |                                |           |        |     |
| Partido Ley y Justicia (Partia Ligj dhe Drejtësi)                                                               | PLiDr                          | 4 865                          | 0,32      | 0      |     |
| Independientes                                                                                                  |                                | 756                            | 0,05      | 0      |     |
| Total (participación: 50,77 %)                                                                                  | Total (participación: 50,77 %) | Total (participación: 50,77 %) | 1 519 176 | 100.00 | 140 |
| Fuente: CEC |                                |                                |           |        |     |

### Nivel regional
El electorado fue subdividido en doce condados, en un sistema proporcional de las regiones, cada una escogiendo un número específico de escaños del Parlamento de Albania. La siguiente tabla muestra esos resultados ordenando los condados de norte a sur.
| Condados         | Alianza del Cambio | Alianza del Cambio | Unión por el Cambio | Unión por el Cambio | Alianza Socialista por la Integración | Alianza Socialista por la Integración | Polo de la Libertad | Polo de la Libertad | Escaños totales |
| Condados         | %                  | Escaños            | %                   | Escaños             | %                                     | Escaños                               | %                   | Escaños             | Escaños totales |
| ---------------- | ------------------ | ------------------ | ------------------- | ------------------- | ------------------------------------- | ------------------------------------- | ------------------- | ------------------- | --------------- |
| Shkodër          | 58,11              | 7                  | 35,18               | 4                   | 2,9                                   | 0                                     | 3,45                | 0                   | 11              |
| Kukës            | 65,00              | 3                  | 31,31               | 1                   | 2,97                                  | 0                                     | 0,67                | 0                   | 4               |
| Lezhë            | 54,32              | 4                  | 34,47               | 3                   | 5,61                                  | 0                                     | 3,37                | 0                   | 7               |
| Dibër            | 57,72              | 4                  | 32,38               | 2                   | 5,72                                  | 0                                     | 4,08                | 0                   | 6               |
| Durrës           | 51,65              | 7                  | 39,22               | 5                   | 8,02                                  | 1                                     | 0,85                | 0                   | 13              |
| Tirana           | 46,83              | 16                 | 45,69               | 15                  | 5,24                                  | 1                                     | 1,82                | 0                   | 32              |
| Elbasan          | 45,06              | 7                  | 47,77               | 7                   | 5,04                                  | 0                                     | 1,94                | 0                   | 14              |
| Fier             | 39,98              | 6                  | 51,83               | 9                   | 6,47                                  | 1                                     | 1,55                | 0                   | 16              |
| Berat            | 33,16              | 3                  | 54,62               | 4                   | 11,35                                 | 1                                     | 0,68                | 0                   | 8               |
| Korçë            | 46,96              | 6                  | 47,82               | 6                   | 4,21                                  | 0                                     | 0,59                | 0                   | 12              |
| Condado de Vlorë | 37,46              | 5                  | 54,89               | 7                   | 5,01                                  | 0                                     | 2,45                | 0                   | 12              |
| Gjirokastër      | 40,10              | 2                  | 55,9                | 3                   | 3,27                                  | 0                                     | 0,59                | 0                   | 5               |
| Total            | 46,92              | 70                 | 45,34               | 66                  | 5,56                                  | 4                                     | 1,82                | 0                   | 140             |

## Consecuencias
Inicialmente, la coalición liderada por el Partido Democrático se enfrascó en serias discusiones sobre la división de oficinas entre los partidos que componen la coalición.
Si bien aún no está claro si la Alianza del Cambio llegó a los 70 o 71 escaños, el líder del Movimiento Socialista para la Integración (LSI) anunció el 4 de julio de 2009 que ellos habían aceptado la invitación de Berisha para formar un gobierno con el Partido Democrático y declaró que quería ser un factor de estabilidad en el camino de Albania hacia la membresía de la Unión Europea. Con la adición de los cuatro puestos del LSI, la coalición tenía la mayoría necesaria para formar un gobierno. Sin embargo, en noviembre de 2010, la UE en su comunicado "Las principales conclusiones del Dictamen sobre Albania" explicaron que el estancamiento político desde las elecciones de junio de 2009 fue un obstáculo importante a la candidatura de adhesión de Albania a la Unión Europea.